# Bayerische Akademie Ländlicher Raum
Die Bayerische Akademie Ländlicher Raum ist ein gemeinnütziger Verein mit dem Zweck, die Interessen des ländlichen Raums zu vertreten. Der Verein wurde 1988 gegründet und hat seinen Sitz in München.
Zweck ist

„die Förderung von Untersuchungen, Zweckforschungen, Erkenntnissen und Informationen über den ländlichen Raum mit dem Ziel, die Lebens- und Arbeitsgrundlagen in den ländlichen Gebieten zu verbessern.“

Die Akademie sieht sich als Expertenforum und Denkfabrik mit derzeit fast 300 berufenen Mitgliedern. Zu ihnen zählen Persönlichkeiten aus Politik und Gesellschaft als Ordentliche Mitglieder und Fördermitglieder (z. B. Städte, Gemeinden und Landkreise).
Ehrenmitglieder sind unter anderem der ehemalige Bayerische Landwirtschaftsminister Hans Maurer, der ehemalige Landtagspräsident Alois Glück, Ministerialdirigent a. D. Günther Strößner und Professor Elmar Zepf.
Derzeitiger Präsident ist Holger Magel, ehemaliger Ordinarius für Bodenordnung und Landentwicklung der TU München.